# 衡州府
衡州府，元朝末年设置的府。

衡州府在湖南省的位置（1820年）

至正二十四年（1364年），朱元璋改衡州路置，治所在衡阳县（今湖南省衡阳市。清朝乾隆中，分衡阳县东南乡置清泉县，同为府治）。属湖广省。终明一朝，共领一州（桂阳州，下领三县：临武县、蓝山县、嘉禾县），九县：衡阳县、衡山县、耒阳县、常宁县、安仁县、酃县、临武县、蓝山县、嘉禾县。辖境相当今湖南省衡阳、衡山、衡东、常宁、耒阳、安仁、炎陵、桂阳、嘉禾、蓝山、临武等市县地。
清朝时，属湖南省。雍正十年（1732年），桂阳州升为桂阳直隶州，府境南界北移至耒阳市、常宁市。辛亥革命后，全国废府州厅改县，于1913年废衡州府。

## 延伸阅读
[在维基数据编辑]
 《欽定古今圖書集成·方輿彙編·職方典·衡州府部》，出自陈梦雷《古今圖書集成》